# Hubert Kramar

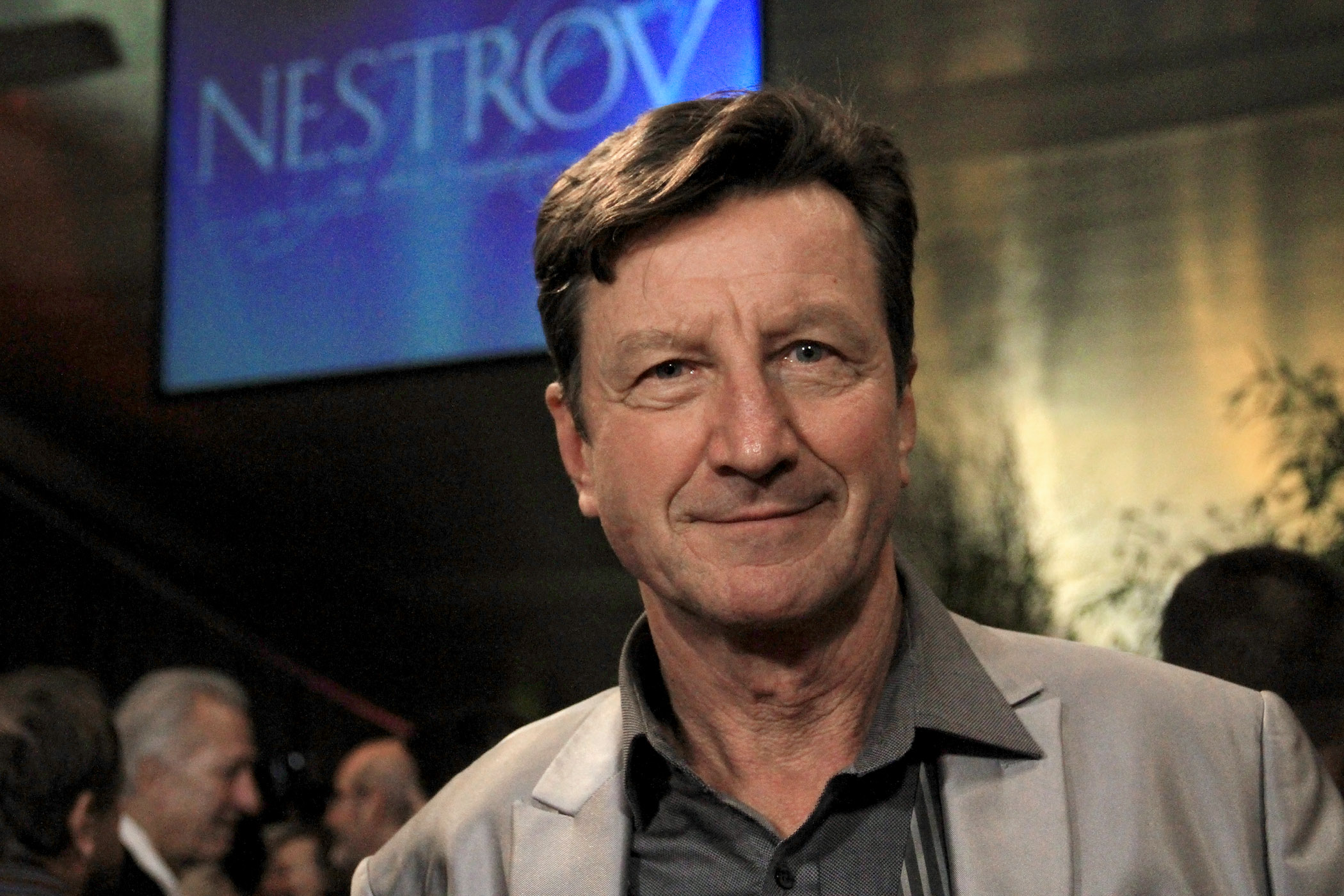
Hubsi Kramar, 2012

Hubert „Hubsi“ Kramar (* 27. Juni 1948 in Scheibbs) ist ein österreichischer Schauspieler, Regisseur, Theaterproduzent und Aktionist.

## Leben
Nach der Matura 1969 unternahm Kramar viele Reisen, bevor er das Max Reinhardt Seminar, die Filmhochschule und das Dramatische Zentrum in Wien besuchte. Anschließend studierte er an der Harvard University postgradual Arts Administration. Es folgten Weiterbildungen bei Jerzy Grotowski in Polen, Jérôme Savary in Paris und La Mama in New York City. 
Kramar hatte Engagements an der Wiener Staatsoper und dem Burgtheater sowie an deutschen Opern und Theatern. Ab 1979 gründete er mehrere eigene Theatergruppen wie das Theater Showinisten, Theater Direkt, TAT-Teata und WEARD t.atr. Er führte auch Regie im Theater Gruppe 80. Neben diversen theoretischen Schriften zum freien Theater unternahm er auch einige „Theater direkt Aktionen“ wie Hitler beim Opernball. Wegen seiner Kunst im öffentlichen Raum kam es zu Zensurmaßnahmen und diversen Gerichtsverfahren. Auf sein Konto gehen etwa 50 Inszenierungen, er schrieb etwa 30 eigene Theaterstücke und Performances. Kramar hatte 40 Fernseh- und Filmrollen als Schauspieler. Er wurde mit der Kainz-Medaille ausgezeichnet.

## Politischer Aktionismus

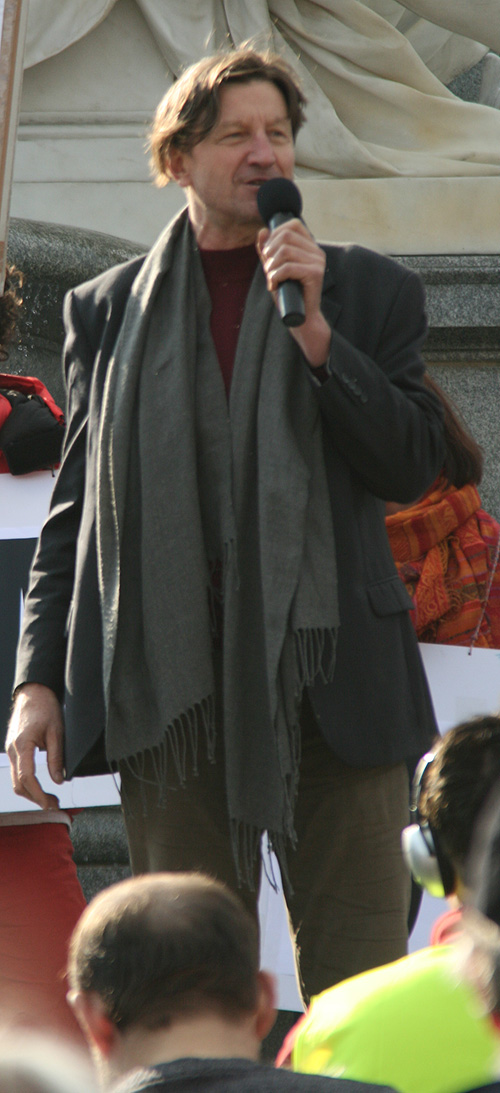
Hubert Kramar (2008)

Kramar ist Sympathisant der linken Bewegung in Österreich und beteiligt sich immer wieder an Aktionen dieser Szene. Der breiteren Öffentlichkeit wurde er bekannt, als er im Jahr 2000 im Zuge einer Protestaktion gegen die schwarz-blaue Regierung mit NS-Uniform und Schnurrbart als Adolf Hitler kostümiert den Opernball besuchen wollte, und dabei festgenommen wurde. Die Wochenzeitung Falter berichtete darüber auf der Titelseite mit einem Foto der Festnahme und der Überschrift „Österreich wie es wirklich ist: Adolf Hitler sofort verhaftet.“ 2003 setzte er sich für den Erhalt des Ernst-Kirchweger-Hauses ein. 2004 kandidierte er bei der Europawahl symbolisch an zwanzigster Stelle für die LINKE Liste.
Am 23. Februar 2009 hatte Kramars „Keller-Soap“ Pension-Fritzl, eine satirische Farce über den Umgang der Medien mit Inzest und Gewalt in der Familie am Beispiel des Falles Josef Fritzl, im Wiener 3raum-Anatomietheater Premiere. Die Vorankündigung zu dem Stück löste, noch bevor es überhaupt geschrieben und sein Inhalt bekannt war, eine Welle von Anfeindungen in Boulevardmedien wie Heute und der Kronen Zeitung sowie von Seiten der FPÖ und in der Folge weltweites Medieninteresse aus. Zur ersten Vorstellung des Stückes, die nach der Kampagne der Wochen zuvor und mehreren Morddrohungen gegen Kramar unter Polizeischutz stattfand, kamen rund 120 Journalisten aus dem In- und Ausland. 
Das Medieninteresse ebbte rasch ab, als sich herausstellte, dass das Stück keines über den Inzestfall in Amstetten, sondern über die Medienbranche ist. Die deutsche Zeitung Die Welt schrieb dazu, Kramar sei es „geglückt, die Weltpresse an der Nase rumzuführen. […] „Pension F. ehemals Pension Fritzl“ ist genau das, was der Autor und Regisseur im Untertitel versprochen hatte: „Die ultimative Mediensatire“. Eine Farce in drei Akten: Den ersten hatte die Pressekonferenz über die Boulevard-Erregung nach der Projektankündigung gebildet. Der zweite fand nun in Kramars von der Polizei geschütztem 3raum-Anatomietheater bei der Uraufführung des Stücks statt. Der dritte wird in Niederösterreichs Hauptstadt St. Pölten spielen, wo in wenigen Wochen der Prozess um den Amstettener Inzest-Fall anfängt. Ein work in progress. […] die Selbstentlarvung einer reflexionsunwilligen Branche, ist Kramar glänzend geglückt.“.
Am 16. März 2009, dem ersten Verhandlungstag gegen Josef F., inszenierte Kramar neben einer Reihe weiterer Aktionisten vor den versammelten Journalisten vor dem Landesgericht in St. Pölten einen weiteren Akt in der Auseinandersetzung mit dem öffentlichen Umgang mit dem Fall. In Begleitung einer Schauspielerin und eines Schauspielers fuhr er in einer weißen Stretch-Limousine vor. Der Mann, mit blutroter Farbe um den Mund, trug am weißen Anzug befestigt nackte Baby-Puppen mit sich und Kramar sagte dazu: „Das Ganze hier ist eine Hollywood-Produktion, die Medien müssen ihre Quoten erfüllen und die Opfer bringen Quoten“. Nach Angaben der Tageszeitung Österreich soll er auch wiederholt Pimmel, Pimmel! gerufen haben. Die Aktion erklärte er als Kritik an der um den Fall stattfindenden „Medienpornografie“ und „krankhaften Inszenierung“.

## Filmografie (Auswahl)
- 1972: Die Abenteuer des braven Soldaten Schwejk (Folge 13)
- 1976: Fehlschuß
- 1976: Jakob der Letzte – Regie A. Corti
- 1976: Alpensaga – Liebe im Dorf
- 1977: Alpensaga – Der Kaiser am Lande
- 1983: Karambolage
- 1984: Tiger – Frühling in Wien
- 1986: Der Leihopa – Ordnung muß sein – oder?
- 1988: Feuersturm und Asche (Episode 7)
- 1988: Tatort – Moltke
- 1988: Eurocops – Die Bestie vom Bisamberg
- 1989: Gefährliches Comeback
- 1991: Die Strauß-Dynastie
- 1991: Der Fahnder – Zwei Schlüssel
- 1992: Brigada central 2: La guerra blanca – Érase una vez dos polis
- 1993: Schindlers Liste
- 1994: Kommissar Rex – Tanz auf dem Vulkan
- 1994: Der Salzbaron (5 Episoden)
- 1997: Projekt: Peacemaker … Kordech Guard
- 1997: Die Schuld der Liebe
- 1999: Kaisermühlen Blues – Der schwarze Engel
- 2000: Julia – Eine ungewöhnliche Frau
- 2003: Gori vatra – Feuer! (Gori vatra)
- 2004: Trautmann – Das Spiel ist aus
- seit 2005 und erstmals in Die schlafende Schöne: Tatort, als Polizeichef Ernst Rauter (siehe Hauptartikel: Eisner und Fellner)
- 2006: Kronprinz Rudolfs letzte Liebe
- 2007: Franz Fuchs – Ein Patriot
- 2008: Der Bibelcode
- 2009: Lourdes
- 2011: Better Dead Than Read
- 2022: Sayonara Loreley

## Theaterrollen (Auswahl)
- 1979–1983: Strindberg lebt hier nicht mehr, Flammende Lungen, Wagner: Traum, Schaum, Erinnerung
- 1984: Da-Da-Revue „Letzte Lockerung“, Weana Bluad, Kasperl am elektrischen Stuhl
- 1985: Maria Stuart, Lola tanzt
- 1988: Das Kind im Bade
- 1990: Gebrüllt vor Lachen, Das Medusenhaupt
- 1993–1994: Leonardo hat’s gewusst, Diva
- 1993–1996: Der Glöckner von Notre Dame, Cyrano de Bergerac, Dracula, Coppelius
- 1996: WEARDII-Traum III- Tempo, „Leonardo da Vinci trifft Mr. Spock“
- 1997: Das Narrenschiff
- 1999: Zero Körper, Metamorphosen der Arbeit
- 2000: Hamlet, Hitler am Opernball
- 2001: Warten auf Godot
- 2002: Der lebende Adventskalender, Mein Kampf (Tabori)
- 2003: Überlebenskünstler, Schüler Hitler
- 2008: Lady Windermeres Fächer, Die Tiger von Eschnapur
- 2009: Hawaii im Nichts, Ein idealer Gatte
- 2010: Die Präsidentinnen
- 2016: Häuptling Abendwind
- 2017: Liebelei
- 2019: Frühere Verhältnisse

## Auszeichnungen
- 1985 Kainz-Medaille, ein Förderpreis der Stadt Wien
- 1989 Deutscher Kleinkunstpreis (Sparte Kleinkunst) mit dem Theater Wilde Mischung
- 2003 Nestroy-Theaterpreis (beste Off-Produktion) mit Tina Leisch
- 2011 Goldenes Verdienstzeichen des Landes Wien